# Monachometra kermadecensis
Monachometra kermadecensis är en sjöliljeart som beskrevs av McKnight 1977b. Monachometra kermadecensis ingår i släktet Monachometra och familjen Charitometridae. Inga underarter finns listade i Catalogue of Life.